# Gösta Sandin
Erik Gösta Sandin, född 5 maj 1892 i Gävle, död 10 juni 1969 i Oscars församling, Stockholm, var en svensk filmproducent och direktör för Svensk Talfilm.
Sandin startade filmbolaget Svensk Talfilm 1933 och drev det fram till sin död 1969. Han var mellan 1935 och 1939 gift med skådespelerskan Alice Skoglund. Omgift med Thora Lindgren 1939 som han fick barnen Hans, Lillemor och Urban med. Gösta Sandin är begravd på Lidingö kyrkogård.

## Filmografi (urval)
- 1940 – Beredskapspojkar
- 1941 – Fransson den förskräcklige
- 1947 – Här kommer vi
- 1949 – Hur tokigt som helst
- 1950 – Kanske en gentleman
- 1950 – Åsa-Nisse på jaktstigen
- 1952 – Åsa-Nisse på nya äventyr
- 1953 – Bror min och jag
- 1954 – De röda hästarna
- 1954 – Åsa-Nisse på hal is
- 1955 – Flottans muntergökar
- 1956 – Åsa-Nisse flyger i luften
- 1958 – Åsa-Nisse i kronans kläder
- 1963 – Åsa-Nisse och tjocka släkten